# 1772 au Canada
Pour un article plus général, voir Chronologie du Canada.
Cet article traite des événements qui se sont produits durant l'année 1772 au Canada.

## Événements

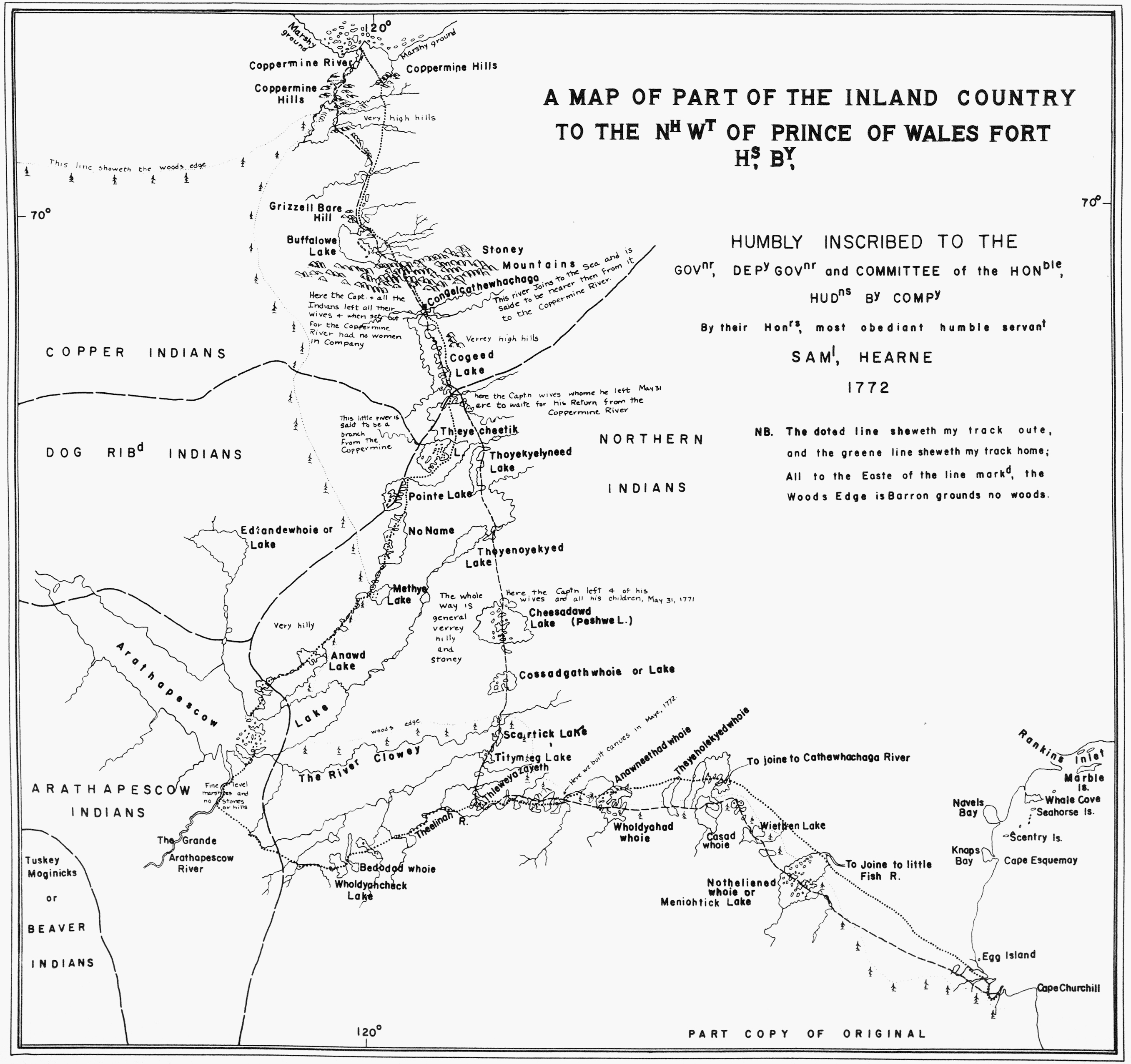
Une carte d'exploration réalisée par Samuel Hearne en 1772 montrant les régions au nord-ouest du fort Prince-de-Galles à la baie d'Hudson

- 30 juin : Samuel Hearne revient au fort Prince-de-Galles à la baie d'Hudson après avoir traversé le Grand Lac des Esclaves l'hiver précédent.
- George Cartwright amène cinq Inuits du Labrador en Angleterre. Ceux-ci attireront l'intérêt de la communauté scientifique. Cependant quatre Inuits vont mourir et seulement une femme Caubvick (en) va revenir chez les siens.

## Naissances
- 6 février : George Murray, lieutenant-gouverneur du Haut-Canada.
- 27 septembre : Gordon Drummond, militaire et gouverneur.
- Jocelyn Waller : fonctionnaire et juge.
- Jacob Ruiter, colon de l'Estrie.

## Décès
- 30 septembre : Jean-Louis Le Loutre, missionnaire.
- 10 novembre : Jean Vauquelin, officier de marine.